# Somme des n premiers carrés

En mathématiques, la somme des n premiers carrés, qui est le n-ième nombre pyramidal carré, s'exprime par un polynôme de degré 3 :
{\displaystyle S_{n}=1^{2}+2^{2}+3^{2}+\cdots +n^{2}={\frac {n^{3}}{3}}+{\frac {n^{2}}{2}}+{\frac {n}{6}}={\frac {n(n+1)(2n+1)}{6}}}.
On peut retenir que {\displaystyle 3S_{n}} est égale à {\displaystyle 2n+1} fois la somme des {\displaystyle n} premiers entiers.
Cette identité constitue un cas particulier de la formule de Faulhaber.

## Démonstrations

### Preuve par récurrence
Cette démonstration nécessite de connaitre la formule à l'avance.
On constate que cette propriété est vraie pour {\displaystyle n=1} ; puis on suppose (hypothèse de récurrence) que {\displaystyle S_{n-1}={\frac {n(n-1)(2n-1)}{6}}}. Alors : {\displaystyle S_{n}=S_{n-1}+n^{2}=n\left({\frac {(n-1)(2n-1)}{6}}+n\right)=n\left({\frac {2n^{2}+3n+1}{6}}\right)={\frac {n(n+1)(2n+1)}{6}}}, ce qui achève la récurrence.

### Preuves visuelles
Dans son livre sur les preuves sans mots, Nelsen répertorie 9 preuves visuelles de calcul de la somme des {\displaystyle n} premiers carrés,.

### Preuve par somme télescopique
Elle utilise le fait que {\displaystyle \sum _{k=0}^{n}k=n(n+1)/2}.
Par télescopage, {\displaystyle \sum _{k=0}^{n}((k+1)^{3}-k^{3})=(n+1)^{3}}.
Mais {\displaystyle \sum _{k=0}^{n}((k+1)^{3}-k^{3})=\sum _{k=0}^{n}(3k^{2}+3k+1)=3S_{n}+3n(n+1)/2+n+1}.
Donc {\displaystyle 3S_{n}=(n+1)^{3}-(n+1)(1+3n/2)=(n+1)((n+1)^{2}-1-3n/2)=n(n+1)(2n+1)/2},  d'où la formule.

### Preuves par interversion de signes somme
1) Par interversion des signes de sommation, on a : {\displaystyle \sum _{k=1}^{n}k^{2}=\sum _{k=1}^{n}\sum _{q=1}^{k}k=\sum _{q=1}^{n}\sum _{k=q}^{n}k=\sum _{q=1}^{n}{\frac {q+n}{2}}(n+1-q)}. 
En changeant {\displaystyle q} en {\displaystyle n+1-q}, on obtient : {\displaystyle 2\sum _{k=1}^{n}k^{2}=\sum _{q=1}^{n}(2n+1-q)q=(2n+1)\sum _{q=1}^{n}q-\sum _{q=1}^{n}q^{2}}, d'où {\displaystyle 3S_{n}=(2n+1)\sum _{q=1}^{n}q}, ce qui donne la formule voulue.
2) On sait que {\displaystyle k^{2}=1+3+\cdots +(2n-1)=\sum _{q=1}^{k}(2q-1)}.   
Donc de nouveau par interversion, {\displaystyle \sum _{k=1}^{n}k^{2}=\sum _{k=1}^{n}\sum _{q=1}^{k}(2q-1)=\sum _{q=1}^{n}\sum _{k=q}^{n}(2q-1)=\sum _{q=1}^{n}(2q-1)(n+1-q)}. 
En changeant {\displaystyle q} en {\displaystyle n+1-q}, on obtient :{\displaystyle \sum _{k=1}^{n}k^{2}=\sum _{q=1}^{n}(2n+1-2q)q=(2n+1)\sum _{q=1}^{n}q-2\sum _{q=1}^{n}q^{2}}, d'où  {\displaystyle 3S_{n}=(2n+1)\sum _{q=1}^{n}q} .

### Preuve algébrique
La suite {\displaystyle (S_{n})} est la solution s'annulant en 0 de la récurrence linéaire avec second membre polynomial {\displaystyle u_{n+1}-u_{n}=(n+1)^{2}}.
On cherche une solution polynomiale de degré 3 de la forme {\displaystyle u_{n}=an^{3}+bn^{2}+cn}, ce qui mène à la relation : {\displaystyle 3an^{2}+(3a+2b)n+a+b+c=n^{2}+2n+1}, puis au système linéaire : {\displaystyle (3a=1,3a+2b=2,a+b+c=1)}, de solution {\displaystyle (a=1/3,b=1/2,c=1/6)} ; on obtient la solution {\displaystyle S_{n}={\frac {n^{3}}{3}}+{\frac {n^{2}}{2}}+{\frac {n}{6}}} sous forme développée.

### Preuve combinatoire
On peut démontrer cette identité par un raisonnement combinatoire utilisant une preuve par double dénombrement.
Pour {\displaystyle n\geqslant 2}, on définit l'ensemble :  {\displaystyle A:=\{(a,b,c)\in \{1,\ldots ,n\}^{3}\,|\,a>b,a>c\}}.
Premier dénombrement
On considère l'ensemble des triplets {\displaystyle (a,b,c)} de {\displaystyle A} tel que {\displaystyle a=n}. Alors, comme il existe {\displaystyle n-1} possibilités pour {\displaystyle b,c}, le nombre total de tels triplets est de {\displaystyle (n-1)^{2}}. De la même manière le nombre de triplets tels que  {\displaystyle a=n-1} est de {\textstyle (n-2)^{2}}. Ainsi en continuant le raisonnement on trouve que : {\displaystyle |A|=(n-1)^{2}+(n-2)^{2}+\ldots +1^{2}=S_{n}}Deuxième dénombrement
On va maintenant distinguer les cas en fonction des relations d'égalités entre {\displaystyle b,c} :
- Cas 1 : {\displaystyle b=c}

Dans ce cas là, il y a {\displaystyle {\binom {n}{2}}} possibilités. En effet une fois choisis les 2 nombres, le plus grand des 2 sera la valeur de {\displaystyle a} et l'autre la valeur commune de {\displaystyle b,c}.
- Cas 2 :  {\displaystyle b\neq c}

On choisit 3 entiers distincts dans  {\displaystyle \{1,\ldots ,n\}} : {\displaystyle {\binom {n}{3}}} choix. Le plus grand ira en {\displaystyle a}. Les 3 autres sont assignés librement aux positions {\displaystyle b,c}.
Le nombre total de triplets de ce sous-cas est donc : {\displaystyle 2{\binom {n}{3}}}
Ainsi :
{\displaystyle {\begin{aligned}|A|&={\binom {n}{2}}+2{\binom {n}{3}}\\&=n(n-1)\left({\frac {1}{2}}+{\frac {n-2}{3}}\right)\\&={\frac {n(n-1)(2n-1)}{6}}\end{aligned}}}
D'où la formule.
Ce résultat est un cas particulier de celui donnant les sommes des premières puissances en fonction des nombres de surjections.

## Valeurs
Les valeurs de {\displaystyle {\frac {n(n+1)(2n+1)}{6}}} pour les premiers entiers naturels sont : 0, 3, 15, 42, 90, 165, 273, 420, 612, 855, 1155, etc. (suite A059270 de l'OEIS).